# CAMPHOS
CAMPHOS (также используется написание CamPHOS) — хиральный лиганд, используемый в каталитических системах на основе переходных металлов для проведения стереоселективных гомогенных реакций.

## Получение
CAMPHOS не доступен коммерчески, но его можно синтезировать из (+)-камфорной кислоты по следующей схеме:
Соединение нельзя очистить перегонкой или кристаллизацией, поэтому необходимо применить колоночную хроматографию на силикагеле или окиси алюминия в бензоле в качестве элюента.
Для анализа чистоты лиганда CAMPHOS применяются инфракрасная спектроскопия и ЯМР-спектроскопия. Так, чистый продукт не должен содержать полос поглощения при 1175 и 1100 см−1, соответствующих колебаниям групп P=O и P=S. Протонный ЯМР-спектр содержит резонансные полосы при 0,80 (д, 9H), 1,0-2,04 (м, 7H), 2,16 (д, J = 4 Гц, 2Н), 7,00-7,34 (м, 20Н) м. д.

## Применение

### Энантиоселективное гидрирование
В комбинации с родием(I) CAMPHOS применяли для восстановления двойных связей алкенов. Катализатор получали из CAMPHOS и [Rh(циклооктен)2Cl]2, и проводили гидрирование при 1 атм и 20° С. При этом атроповая кислота превращалась в (S)-гидратроповую кислоту с ee 4 %, а α-ацетамидокоричная кислота — в N-ацетил-(S)-фенилаланин с ee 7 %, что является плохим результатом для энантиоселективных реакций. При использовании более высокого давления (1000 пси) и температуры (100° С) ee для процесса гидрирования α-ацетамидокоричной кислоты удавалось поднять до 17 %, а метилового эфира N-ацетил-(S)-фенилаланина (субстратом в данном случае служил метил-α-ацетамидоциннамат) — до 22,4 %.

### Другие процессы
CAMPHOS был испытан и в других стереоселективных процессах. В частности, родиевый катализатор с этим лигандом применяли в реакции гидроформилирования α-метилстирола, что дало 3-фенилбутаналь с небольшим оптическим вращением.
В энантиоселективном аллильном алкилировании палладиевый катализатор с CAMPHOS дал алкилированный малоновый эфир с ee 37 %.

## Хранение
Для CAMPHOS нет специальных мер предосторожности, однако, в общем, о диарилфосфинах известно, что они чувствительны к действию кислорода атмосферы, поэтому рекомендуется работа в условиях инертной атмосферы. Также соединения этого типа могут оказывать раздражающее действие, поэтому следует избегать вдыхания их паров и попадания на кожу.